# دانشکده دندانپزشکی اهواز
دانشکده دندانپزشکی دانشگاه علوم پزشکی جندی‌شاپور اهواز یکی از دانشکده‌های دندانپزشکی ایران وابسته به دانشگاه علوم پزشکی جندی‌شاپور اهواز در اهواز است.

## تاریخچه

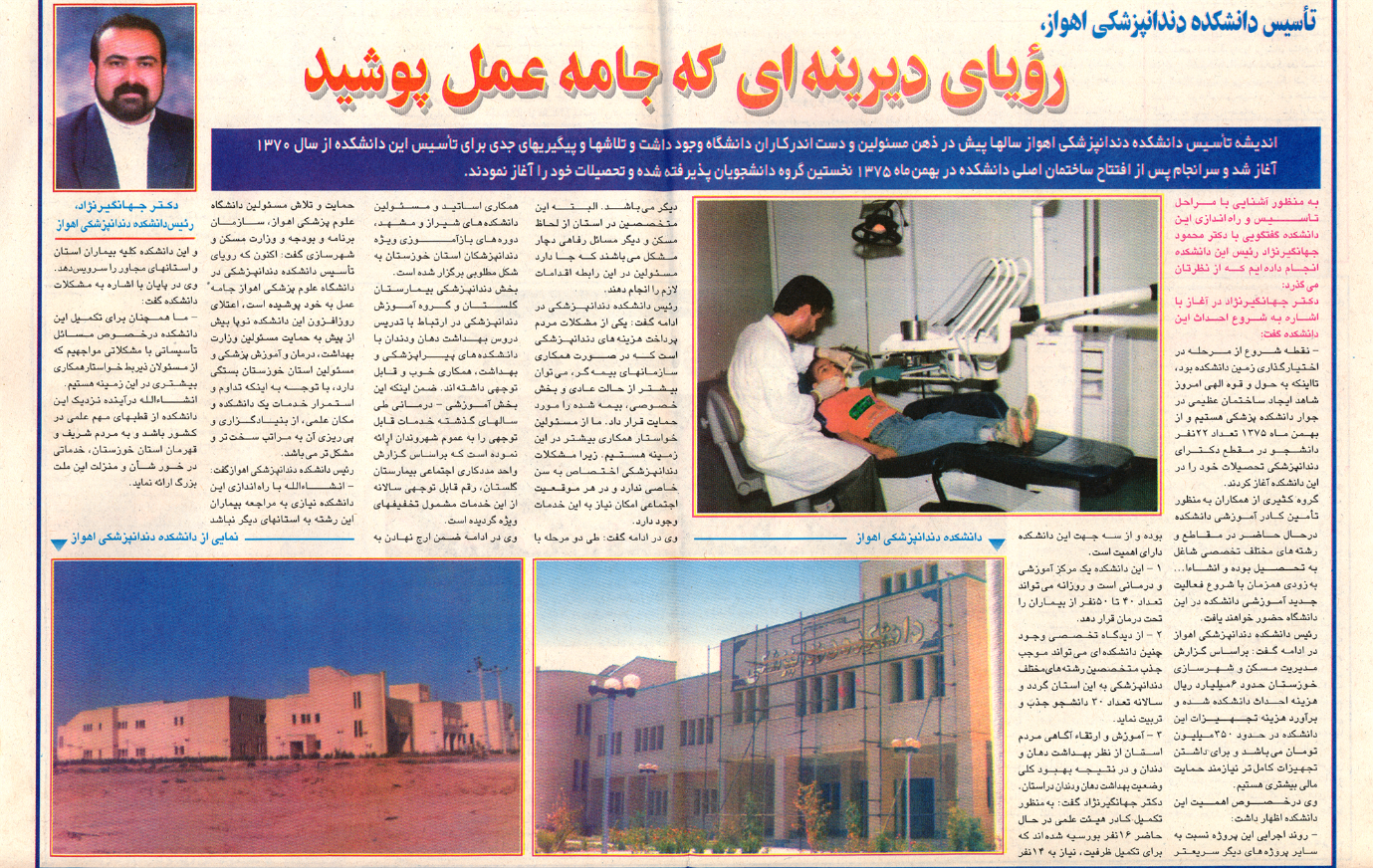

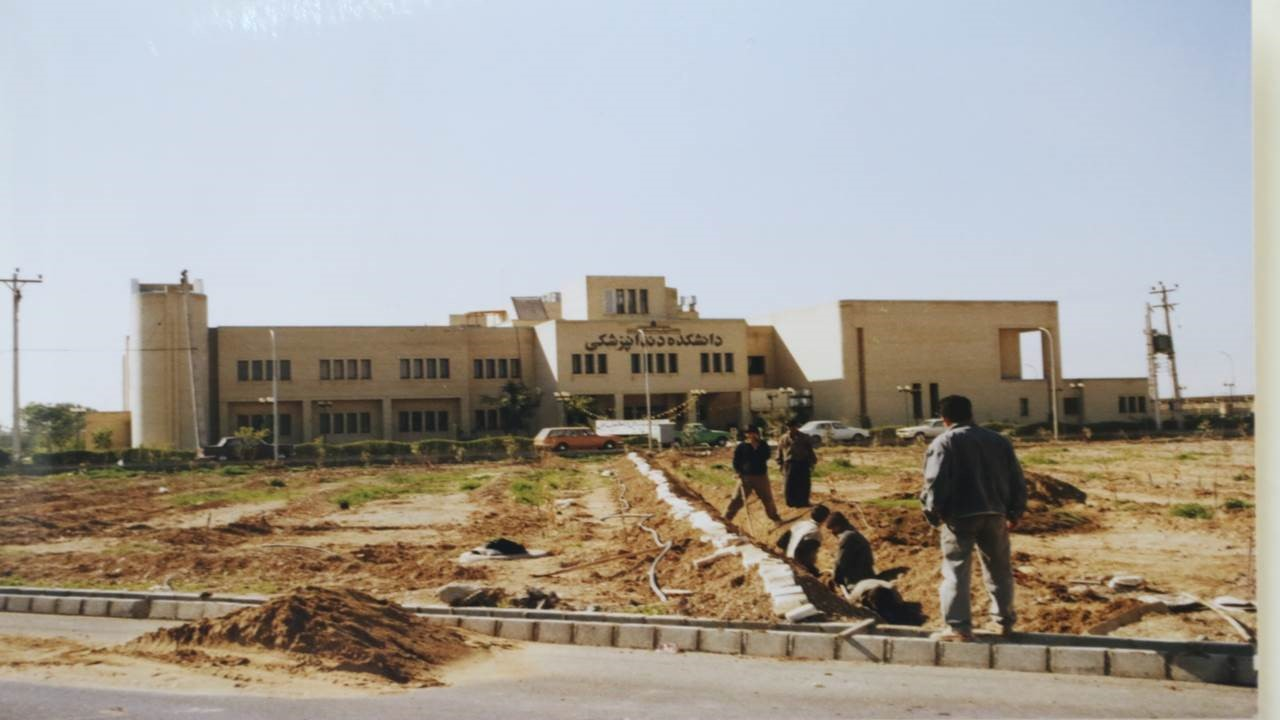

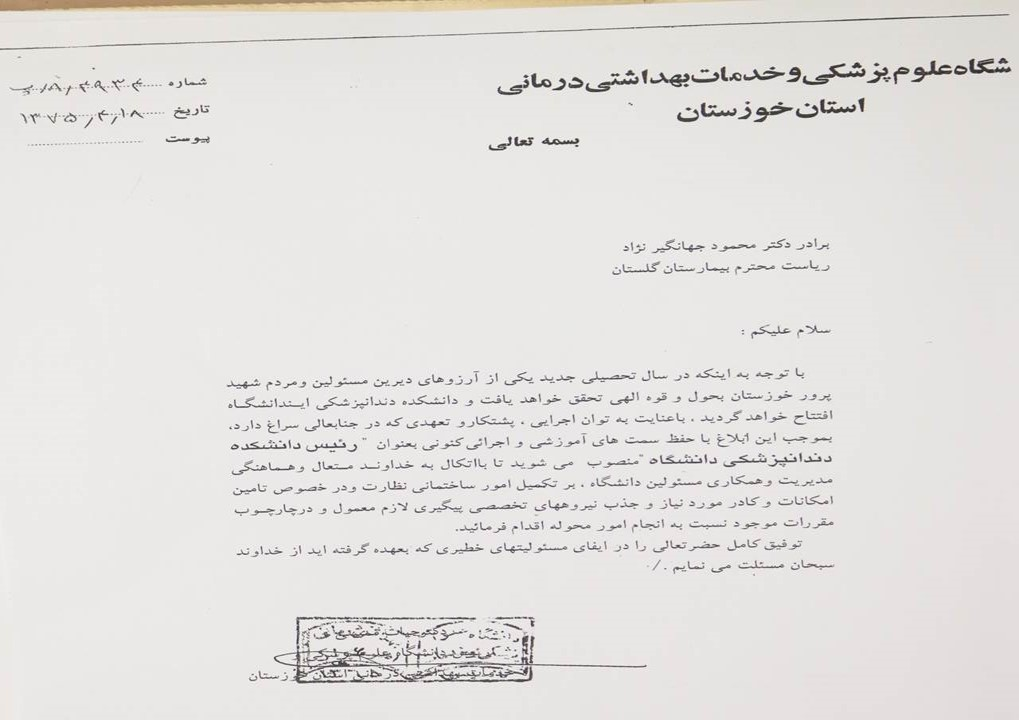

اندیشه تاسیس دانشکده دندانپزشکی از دیرباز در دانشگاه جندی شاپور وجود داشت ولی در سال های دوران جنگ تحمیلی شرایط و زیرساخت های شهر اهواز برای چنین اقدامی فراهم نبود. تا این که در سال 1370 همزمان با شروع به کار آقای دکتر محمود جهانگیرنژاد به عنوان عضو هیئت علمی در دانشکده پزشکی و با حمایت ریاست وقت دانشگاه جناب آقای دکتر علوی فاضل گام های اساسی برای تاسیس دانشکده شروع و همزمان با مسئولیت آقای دکتر جهانگیرنژاد به عنوان رئیس بیمارستان گلستان تلاش ها برای این اقدام با شتاب بیشتری افزایش یافت (تصویر 1). در این بین از حمایت کارکنان و همکاران بیمارستان گلستان نیز نباید غافل گردید که در موارد مختلفی برای این موضوع تلاش نمودند (تصویر 2). در سال 1375 و در دوران مسئولیت جناب آقای دکتر حیات ممبینی رئیس وقت دانشگاه، آقای دکتر محمود جهانگیرنژاد به عنوان اولین رئیس دانشکده دندانپزشکی اهواز منصوب گردیدند (تصویر 3)؛ اگر چه پیش از آن نیز در قالب گروه دندانپزشکی دانشکده پزشکی وظیفه بنیان گذاری و تاسیس دانشکده دندانپزشکی عملا بر عهده ایشان قرارگرفته بود. در همین سال (1375) اولین گروه از دانشجویان دوره دکترای دندانپزشکی از طریق کنکور سراسری، پذیرش و تحصیلات خود را آغاز نمودند. پس از آن زمان نیز فراز و نشیب های زیادی وجود داشت و همکاران دیگری تداوم بخش فعالیت های علمی-پژوهشی دانشکده شدند. هم اکنون نیز دانشکده دندانپزشکی جندی شاپور اهواز یکی از دانشکده های مهم در عرصه دانشگاه و از جمله دانشکده های تیپ یک کشور محسوب می گردد که علاوه بر تربیت دانشجویان دکترای عمومی دندانپزشکی به تربیت جمع کثیری از دانشجویان دکترای تخصصی در رشته های مختلف تخصصی دندانپزشکی می پردازد.